# Cima Tosa
La Cima Tosa (3136 m s.l.m.) è una montagna delle Alpi Retiche meridionali.

## Descrizione
(Gino Buscaini e Ettore Castiglioni, Dolomiti di Brenta)

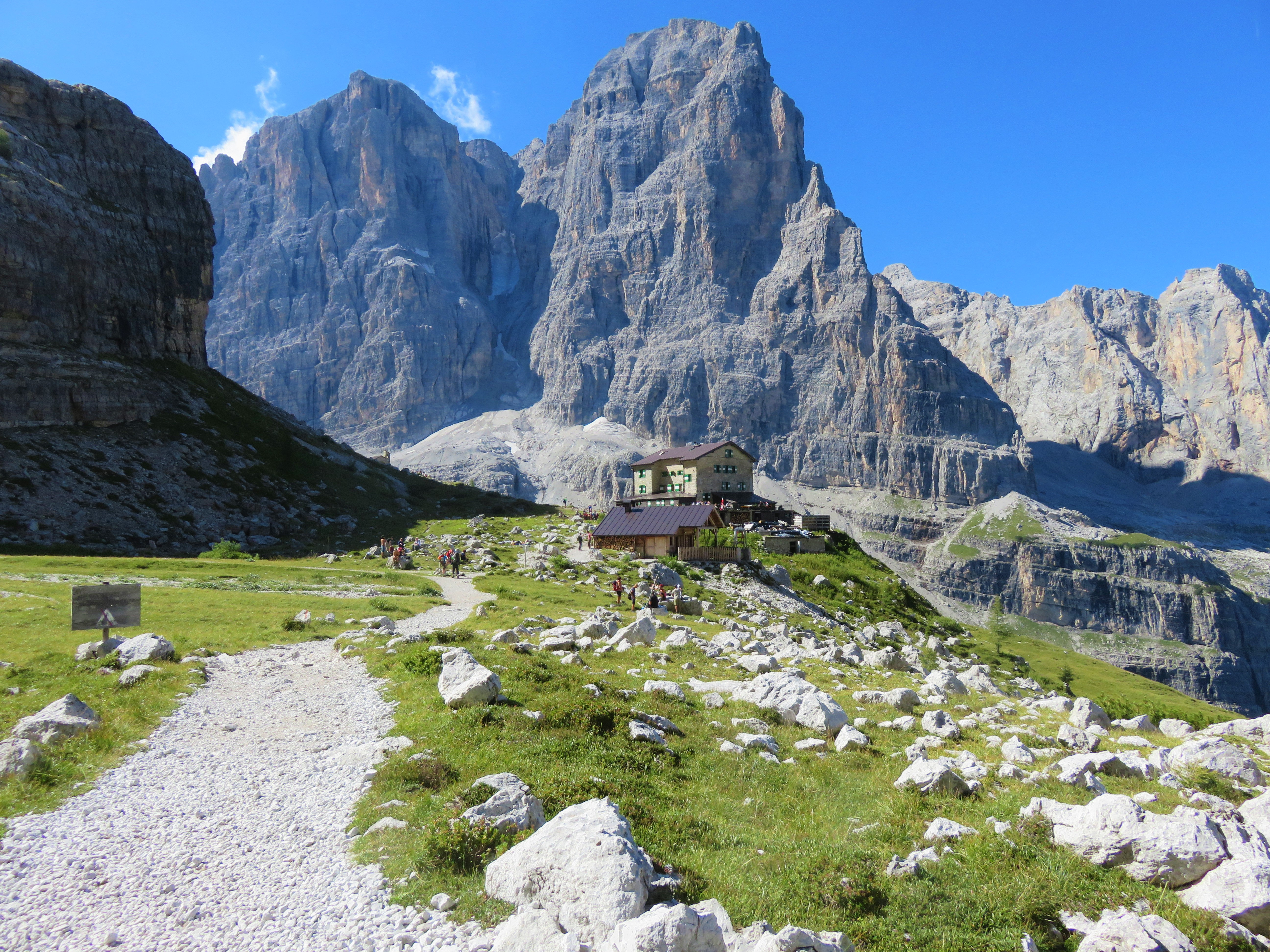
cima Tosa con Rifugio Brentei.

La vetta è una cupola nevosa, dalla quale scendono verso sud est ghiaie e campi nevosi, interrotti da basse fasce rocciose. Il versante nord precipita con un'imponente parete di 800 metri, delimitata dal ghiacciato Canalone della Tosa, che scende direttamente dalla cima separando la Tosa dal Crozzon di Brenta. Il versante ovest domina con una bella parete i residui della vedretta dei Camosci, tributaria della val Brenta. Verso la testata della Val d'Ambiez, a sud, un altro canalone scende tra pareti rocciose più articolate. Nelle conche a sud e a ovest della cima si annidano rispettivamente la vedretta di Ambiez e la citata vedretta dei Camosci.
L'altezza della vetta segnata sulle carte IGM è di 3161 m, il che ne farebbe la cima più alta delle Dolomiti di Brenta. Una campagna di misurazione effettuata con strumenti elettronici nel 2015 ha determinato la nuova quota. La variazione potrebbe essere legata al parziale scioglimento della calotta glaciale che la ricopre. Ciò nonostante, il tradizionale primato di Cima Tosa rispetto a Cima Brenta è tuttora riportato su carte escursionistiche, guide e siti web.
Dalla vetta si gode un panorama a 360 gradi, dal Garda alle Dolomiti, dalla vicina Presanella agli Alti Tauri e sul gruppo di Brenta.

## Prima ascensione
La prima ascensione fu realizzata il 20 luglio 1865 da Giuseppe Loss di Primiero con sei compagni. Gli alpinisti, partiti dalla val d'Ambiez, raggiunsero la vetta lungo quella che ancora costituisce la via normale.
Nel 1962 Georges Livanos con Marc Vaucher e Roger Lepage realizzano la prima ascensione della Torre Gilberti.

## Clima
Il clima di Cima Tosa è fortemente alpino, le estati sono molto brevi e fredde, con temperature massime di circa 7°C; gli inverni sono molto lunghi, rigidi e nevosi.

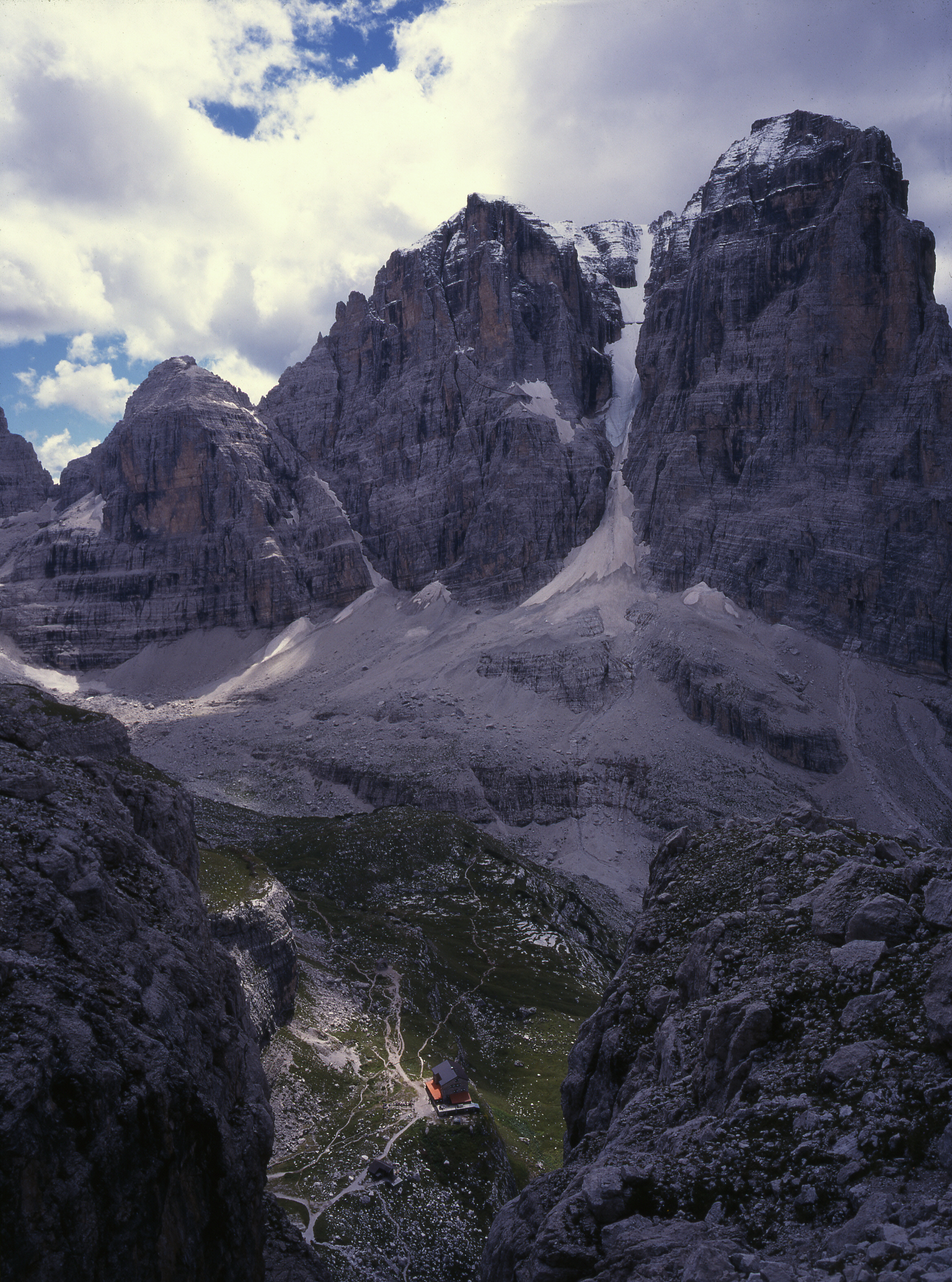
Cima Tosa e Crozzon di Brenta, separati dal canalone Neri

## Itinerari
La via normale, nota anche come via del camino, sale dal versante sud est per sentiero e gradini rocciosi, con un breve tratto d'arrampicata.
Itinerari assai frequentati sono pure la via Migotti, via normale dalla val d'Ambiez e il canalone della Tosa o canalone Neri. Il canalone è stato disceso con gli sci per la prima volta da Heini Holzer nel 1970 e da allora è stato disceso innumerevoli volte.
Molti altri itinerari di notevole impegno sono stati tracciati, anche in anni recenti, sugli altri versanti e in particolare sulle pareti nord ed ovest.

## Letteratura
Il pianto della Tosa venne scritto nel 1900 dallo scrittore Antonio Fogazzaro a seguito della grande impressione riportata nella sua escursione alla Tosa.